# 海達倫木板教堂

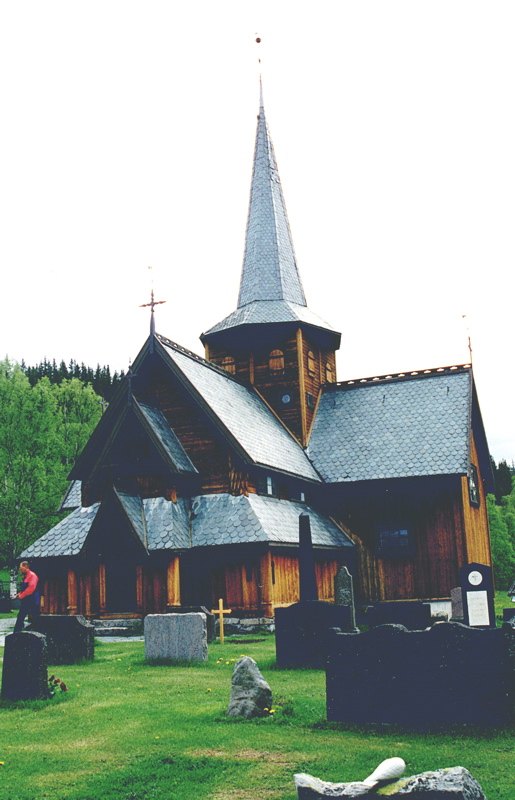

海達倫木板教堂（挪威語：Hedalen stavkyrkje）是挪威的一座木板教堂，位於內陸郡南艾于達爾。這是海達倫堂區的堂區教堂，修建於大約1160年時。海達倫木板教堂可以容納約210人。1902年，教堂的修復工程竣工。

## 外部連結
- Hedalen Stavkyrkje (in Norwegian) （页面存档备份，存于）